# 조바니 로 셀소
조반니 로 첼소(스페인어: Giovani Lo Celso, 1996년 4월 9일 ~ )는 아르헨티나의 축구 선수이다. 포지션은 미드필더로 현재 스페인 라리가의 레알 베티스 소속이다.

## 클럽 경력
2010년 조반니 로 첼소는 로사리오 센트랄의 유스 시스템에 입단했으며 2015-16시즌을 앞두고 성인팀으로 콜업되었다. 2015년 7월 19일 벨레스 사르스피엘드와의 경기에서 프로 무대에 데뷔했다. 2016년 2월 28일 CA 콜론과 경기에서 프로 데뷔골을 기록했다.
2016-17시즌을 앞두고 리그 1의 파리 생제르맹과 5년 계약을 체결했다. 그런데 입단 직후 원 소속팀인 로사리오 센트랄로 2016년 말까지 임대되었다. 2017년이 되자 조바니는 파리로 복귀했으며 2017년 4월 5일 쿠프 드 프랑스 8강전 US 아브랑슈와의 경기에서 파리 소속으로 첫 경기를 치렀다. 2016-17시즌 5경기에 출전했다. 2017-18시즌에는 그 전보다 더 많은 경기를 치렀다. 2017년 11월 22일 셀틱 FC와의 UEFA 챔피언스리그 조별리그 5차전에서 다니 아우베스의 득점을 어시스트했다. 2018년 1월 30일 스타드 렌 FC와의 쿠프 드 프랑스 경기에서 파리 소속 첫 득점을 기록했다. 2017-18시즌 기록은 48경기 출전 6득점을 기록했다.
2018-19시즌을 앞두고 라리가의 레알 베티스로 임대 후 완전이적 조건으로 임대이적했다. 이후 2019년 4월 16일 조바니의 완전이적이 발표되었다. 레알 베티스 소속으로 뛰었던 2018-19시즌에 조바니는 45경기 출전 16득점을 기록했다.
2019-20시즌을 앞두고 프리미어리그의 토트넘 홋스퍼 FC에 임대 후 완전이적 조건으로 임대이적했다. 8월 18일 맨체스터 시티 FC와의 경기에서 교체 출전하면서 토트넘 데뷔전을 치렀다. 2019년 11월 6일에 열린 츠르베나 즈베즈다와의 UEFA 챔피언스리그 경기에서 토트넘 입단 이후 첫 골을 기록했다.
2020년 1월 28일, 토트넘 홋스퍼 완전 이적에 성공했다. 2019-20시즌 토트넘에서 도합 37경기 출전 2골을 기록했다.

## 국가대표 경력
로사리오 센트랄에서의 활약을 바탕으로 2016년 하계 올림픽을 위한 아르헨티나 U-23 대표팀에 차출되었다. 2016년 8월 4일 포르투갈과의 경기에서 U-23 대표팀 데뷔전을 치렀다.
2017년 11월 11일 러시아와의 경기에서 A매치 데뷔전을 치렀다. 이후 2018년 FIFA 월드컵 최종 명단에 포함되었다.
2018년 11월 7일 과테말라와의 친선 경기에서 국가대표팀 데뷔골을 기록했다.
2019년 코파 아메리카에 참가하는 아르헨티나 축구 국가대표팀 최종 명단에 포함되었으며 대회 8강전 베네수엘라와의 경기에서 2-0으로 달아나는 득점을 기록했다.
2021 코파 아메리카 브라질에서는 우승을 경험했다.
하지만 2022년 FIFA 월드컵을 앞두고 부상을 당해 엔트리에서 제외되었다.

## 수상

### 팀

#### 파리 생제르맹 FC
- 리그 1 우승: 2017-18
- 쿠프 드 프랑스 우승: 2016-17, 2017-18
- 쿠프 드 라 리그 우승: 2017-18
- 트로페 데 샹피옹 우승: 2017, 2018